# Bargteheide
Bargteheide è una città dello Schleswig-Holstein, in Germania.

Appartiene al circondario (Kreis) di Stormarn (targa OD).

## Amministrazione

### Gemellaggi
Bargteheide è gemellata con:
- Déville-lès-Rouen, dal 1969
- Żmigród, dal 2001